# 기아 파맥스
기아 파맥스(Kia Pamax)는 기아자동차의 2.5톤 ~ 3.5톤급 준중형 트럭이며 단종이후에는 마이티QT라는 이름으로 전주에서 생산되어 기아에서 반조립했던 트럭이다.

## 1세대(WT1)

### 파맥스(2000년9월~2004년11월)
현대자동차와 공동 개발해 생산과 판매가 이원화되었다. 2000년 10월에 트레이드의 후속 차종으로 출시되었으며, 기아자동차의 마지막 준중형 트럭이자, 마지막으로 출시한 상용차량이다. 차명인 파맥스는 힘을 뜻하는 파워(Power)와 최고를 뜻하는 맥스(Max)의 합성어이다. 120마력의 3,300cc 터보 엔진을 장착하고, 대용량 브레이크와 ABS 및 에어백(옵션)을 적용했다. 파맥스는 현대 마이티 Ⅱ 페이스 리프트 차종이기 때문에 전면부를 제외하고는 동일하다. 마이티 Ⅱ의 공장 라인에서 생산되어 큰 비용 절감을 이루기도 하였다. 2002년 4월 30일에는 4륜구동이 적용되었다. 하지만 파맥스는 마이티 Ⅱ와 차별성이 없어 판매량이 감소하였고, 2004년 9월에 새로운 배기 가스 규제에 충족시키지 못하여 라이노와 함께 후속 차종 없이 단종됨에 따라 기아자동차는 준중형 트럭의 시장에서 완전히 철수했다. 이렇게 기아차의 준중형트럭은 역사 속으로 사라졌고 현대차는 2020년에 타타대우상용차에서 더 쎈을 출시하기 전까지 16년간 마이티가 대한민국 준중형트럭 시장을 독점하였다. 헤드라이트가 현대 E마이티와 호환되는 것으로 알려져 있는데, 사실 E마이티가 파맥스의 디자인을 일부 개선해서 내놓은 것이기 때문이다. 

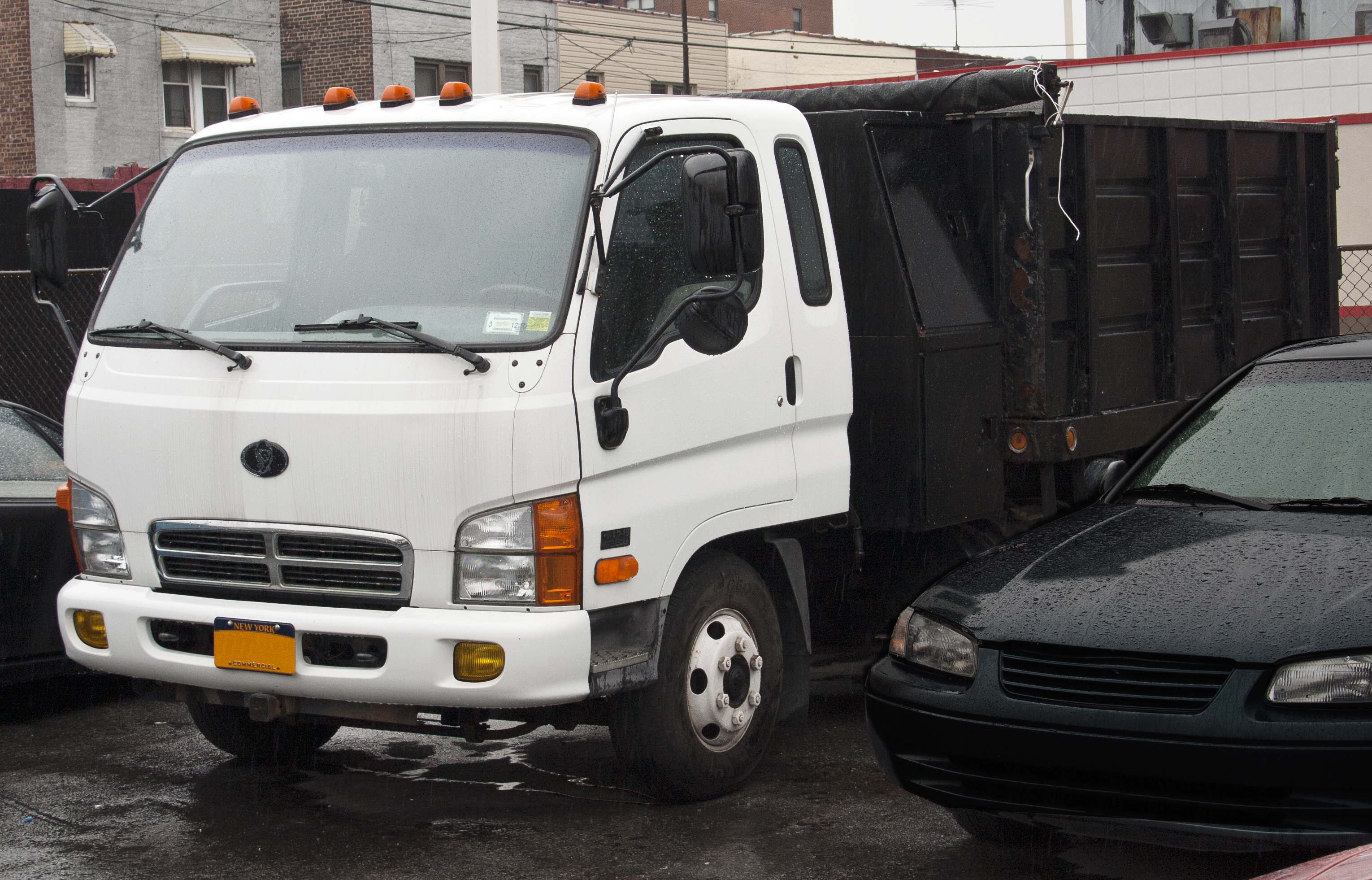
베링 LD15

## 역대 슬로건

### 1세대(WT1)
- 잘난 트럭 (파맥스)